# ポール・ハンリー
ポール・ジェイソン・ハンリー（Paul Jason Hanley, 1977年11月12日 - ）は、オーストラリア・メルボルン出身の男子プロテニス選手。「ハンドルズ」（Handles）という愛称で呼ばれている。2005年ウィンブルドン選手権と2011年全豪オープン混合ダブルスで準優勝した。サービスとフォアハンド・ストロークを武器にした選手。身長183cm、体重76kg、右利き。

## 来歴
ハンリーは普段からダブルスのスペシャリストとして活動し、4大大会の男子シングルスには1度も出場記録がない。ATPツアーでダブルス26勝を挙げた。ダブルスの自己最高ランキングは5位。彼が息を合わせてきたダブルス・パートナーには、同じオーストラリアのウェイン・アーサーズやケビン・ウリエットなどがいる。
ハンリーは両親がテニス・センターの経営者という家庭に生まれ育ち、早くからテニスに親しんだ。1997年に20歳でプロ転向。2001年からダブルスのスペシャリストとして頭角を現し始め、7月初頭のオレンジ・ワルシャワ・オープンで同じオーストラリアのネイサン・ヒーリーと組んで男子ツアー大会初優勝を果たす。この年はヒーリーとのペアで、ジャパン・オープン・テニス選手権男子ダブルス準優勝もあり、ハンリーとヒーリーは決勝でリック・リーチ/デビッド・マクファーソン組に6-1, 6-7, 6-7の逆転で敗れた。2002年までは男子ツアー最下層のITF男子サーキットでシングルスにも出場していたが、2003年以後は活動をダブルスのみに絞るようになる。
2002年全仏オープン男子ダブルスで、ハンリーは同じオーストラリアのウェイン・アーサーズと組んでベスト8に入った。しばらく様々な選手たちとのペアを試したが、2003年春から大半の試合でアーサーズと組むようになり、彼との組み合わせで2003年に全仏オープン前哨戦の1つのローマ・マスターズに優勝し、初めてのビッグタイトルを獲得する。ハンリーとアーサーズは、2003年全仏オープンと2004年ウィンブルドン選手権で男子ダブルスベスト4に入った。2005年ウィンブルドン選手権混合ダブルスで、ハンリーはタチアナ・ペレビニスと組んだ。2人は決勝戦でマヘシュ・ブパシ/マリー・ピエルス組に4-6, 2-6のストレートで敗れ、優勝のチャンスを逃した。2005年の男子ツアー年間最終戦テニス・マスターズ・カップの予選敗退を最後に、ハンリーとアーサーズはペアを解消した。
アーサーズとのペア解消後、ハンリーは2年間ケビン・ウリエットと組んだ。ハンリーとウリエットの組は、2006年・2007年の2年連続で全豪オープンと全米オープンの男子ダブルスベスト4に入ったが、4度とも決勝進出のチャンスを生かせなかった。2006年から、ハンリーは男子テニス国別対抗戦デビスカップオーストラリア代表選手を務め、これまでにシングルス0勝2敗、ダブルス8勝2敗の成績を挙げている。
ハンリーは2009年と2010年はシーモン・アスペリンと2011年からはルーカス・ドロウヒーやジェイミー・マリー、エリック・ブトラックらとペアを組んでいる。2011年全豪オープン混合ダブルスでは詹詠然とペアを組んで決勝に進出した。決勝ではダニエル・ネスター/カタリナ・スレボトニク組に3–6, 6–3, [7–10]で敗れ準優勝となった。
ハンリーは2014年7月のクロアチア・オープンが最後の出場になり36歳で現役を引退した。

## ATPツアー決勝進出結果

### ダブルス: 51回 (26勝25敗)
| 結果   | No. | 決勝日         | 大会                 | サーフェス        | パートナー                 | 対戦相手                                            | スコア               |
| ------ | --- | -------------- | -------------------- | ----------------- | -------------------------- | --------------------------------------------------- | -------------------- |
| 準優勝 | 1.  | 2001年6月25日  | ノッティンガム       | 芝                | マーク・クラッツマン       | ドナルド・ジョンソン ジャレッド・パーマー           | 4–6, 2–6             |
| 優勝   | 1.  | 2001年7月30日  | ソポト               | クレー            | ネイサン・ヒーリー         | イラクリ・ラバーゼ アッティラ・シャーヴォルト       | 7–6(10), 6–2         |
| 準優勝 | 2.  | 2001年10月8日  | 東京                 | ハード            | ネイサン・ヒーリー         | リック・リーチ デビッド・マクファーソン             | 5–7, 6–7(2)          |
| 準優勝 | 3.  | 2002年7月15日  | ボースタード         | クレー            | マイケル・ヒル             | ヨナス・ビョルクマン トッド・ウッドブリッジ         | 6–7(6), 4–6          |
| 準優勝 | 4.  | 2002年10月28日 | ストックホルム       | ハード (室内)     | ウェイン・アーサーズ       | ウェイン・ブラック ケビン・ウリエット               | 4–6, 6–2, 6–7(4)     |
| 優勝   | 2.  | 2003年1月13日  | シドニー             | ハード            | ネイサン・ヒーリー         | マヘシュ・ブパシ ジョシュア・イーグル               | 7–6(3), 6–4          |
| 優勝   | 3.  | 2003年2月24日  | ロッテルダム         | ハード (室内)     | ウェイン・アーサーズ       | ロジャー・フェデラー マックス・ミルヌイ             | 7–6(4), 6–2          |
| 優勝   | 4.  | 2003年5月12日  | ローマ               | クレー            | ウェイン・アーサーズ       | ミカエル・ロドラ ファブリス・サントロ               | 7–5, 7–6(5)          |
| 準優勝 | 5.  | 2003年8月4日   | ワシントンD.C.       | ハード            | クリス・ハガード           | エフゲニー・カフェルニコフ サルギス・サルグシアン   | 5–7, 6–4, 2–6        |
| 準優勝 | 6.  | 2003年8月18日  | シンシナティ         | ハード            | ウェイン・アーサーズ       | ボブ・ブライアン マイク・ブライアン                 | 6–7(3), 4–6          |
| 優勝   | 5.  | 2003年9月29日  | 上海                 | ハード            | ウェイン・アーサーズ       | 曾少眩 en:Ben-Qiang Zhu                             | 6–2, 6–4             |
| 準優勝 | 7.  | 2003年10月27日 | ストックホルム       | ハード (室内)     | ウェイン・アーサーズ       | ヨナス・ビョルクマン トッド・ウッドブリッジ         | 3–6, 4–6             |
| 優勝   | 6.  | 2003年11月3日  | パリ                 | カーペット (室内) | ウェイン・アーサーズ       | ミカエル・ロドラ ファブリス・サントロ               | 6–3, 1–6, 6–3        |
| 優勝   | 7.  | 2004年2月23日  | ロッテルダム         | ハード (室内)     | ラデク・ステパネク         | ジョナサン・エルリック アンディ・ラム               | 5–7, 7–6(5), 7–5     |
| 準優勝 | 8.  | 2004年5月10日  | ローマ               | クレー            | ウェイン・アーサーズ       | マヘシュ・ブパシ マックス・ミルヌイ                 | 6–1, 4–6, 6–7(1)     |
| 優勝   | 8.  | 2004年6月21日  | ノッティンガム       | 芝                | トッド・ウッドブリッジ     | リック・リーチ ブライアン・マクフィー               | 6–4, 6–3             |
| 準優勝 | 9.  | 2004年7月19日  | ロサンゼルス         | ハード            | ウェイン・アーサーズ       | ボブ・ブライアン マイク・ブライアン                 | 3–6, 6–7(6)          |
| 準優勝 | 10. | 2004年11月1日  | ストックホルム       | ハード (室内)     | ウェイン・アーサーズ       | フェリシアーノ・ロペス フェルナンド・ベルダスコ     | 4–6, 4–6             |
| 優勝   | 9.  | 2005年2月14日  | サンノゼ             | ハード (室内)     | ウェイン・アーサーズ       | イブ・アレグロ ミヒャエル・コールマン               | 7–6(4), 6–4          |
| 準優勝 | 11. | 2005年2月28日  | スコッツデール       | ハード            | ウェイン・アーサーズ       | ボブ・ブライアン マイク・ブライアン                 | 5–7, 4–6             |
| 準優勝 | 12. | 2005年3月21日  | インディアンウェルズ | ハード            | ウェイン・アーサーズ       | マーク・ノールズ ダニエル・ネスター                 | 6–7(6), 6–7(2)       |
| 優勝   | 10. | 2005年5月23日  | ペルチャッハ         | クレー            | ルーカス・アーノルド・カー | マルティン・ダム マリアン・オード                   | 6–3, 6–4             |
| 優勝   | 11. | 2005年7月25日  | インディアナポリス   | ハード            | グレイドン・オリバー       | シーモン・アスペリン トッド・ペリー                 | 6–2, 3–1, 途中棄権   |
| 優勝   | 12. | 2005年10月3日  | バンコク             | ハード (室内)     | リーンダー・パエス         | ジョナサン・エルリック アンディ・ラム               | 6–7(5), 6–1, 6–2     |
| 優勝   | 13. | 2005年10月17日 | ストックホルム       | ハード (室内)     | ウェイン・アーサーズ       | リーンダー・パエス ネナド・ジモニッチ               | 5–3, 5–3             |
| 準優勝 | 13. | 2006年1月9日   | アデレード           | ハード            | ケビン・ウリエット         | ジョナサン・エルリック アンディ・ラム               | 6–7(4), 6–7(10)      |
| 優勝   | 14. | 2006年2月27日  | ロッテルダム         | ハード (室内)     | ケビン・ウリエット         | ジョナサン・エルリック アンディ・ラム               | 7–6(4), 7–6(2)       |
| 優勝   | 15. | 2006年3月6日   | ドバイ               | ハード            | ケビン・ウリエット         | マーク・ノールズ ダニエル・ネスター                 | 1–6, 6–2, [10–1]     |
| 優勝   | 16. | 2006年5月22日  | ハンブルク           | クレー            | ケビン・ウリエット         | マーク・ノールズ ダニエル・ネスター                 | 4–6, 7–6(5), [10–4]  |
| 優勝   | 17. | 2006年5月29日  | ペルチャッハ         | クレー            | ジム・トーマス             | オリバー・マラチ シリル・スーク                     | 6–3, 4–6, [10–5]     |
| 優勝   | 18. | 2006年6月19日  | ロンドン             | 芝                | ケビン・ウリエット         | ヨナス・ビョルクマン マックス・ミルヌイ             | 6–4, 7–6(5)          |
| 準優勝 | 14. | 2006年8月7日   | ワシントンD.C.       | ハード            | ケビン・ウリエット         | ボブ・ブライアン マイク・ブライアン                 | 3–6, 7–5, [3–10]     |
| 準優勝 | 15. | 2006年8月14日  | トロント             | ハード            | ケビン・ウリエット         | ボブ・ブライアン マイク・ブライアン                 | 5–7, 1–6             |
| 優勝   | 19. | 2006年10月16日 | ストックホルム       | ハード (室内)     | ケビン・ウリエット         | オリビエ・ロクス クリストフ・フリーヘン             | 7–6(2), 6–4          |
| 優勝   | 20. | 2007年1月15日  | シドニー             | ハード            | ケビン・ウリエット         | マーク・ノールズ ダニエル・ネスター                 | 6–4, 6–7(3), [10–6]  |
| 準優勝 | 16. | 2007年5月21日  | ハンブルク           | クレー            | ケビン・ウリエット         | ボブ・ブライアン マイク・ブライアン                 | 3–6, 6–3, [7–10]     |
| 準優勝 | 17. | 2007年8月12日  | モントリオール       | ハード            | ケビン・ウリエット         | マヘシュ・ブパシ パベル・ビズネル                   | 4–6, 4–6             |
| 優勝   | 21. | 2008年3月1日   | ザグレブ             | ハード (室内)     | ジョーダン・カー           | クリストファー・カス ロヒール・ワッセン             | 6–3, 3–6, [10–8]     |
| 準優勝 | 18. | 2009年4月11日  | カサブランカ         | クレー            | シーモン・アスペリン       | ルカシュ・クボット オリバー・マラチ                 | 6–7(4), 6–3, [6–10]  |
| 優勝   | 22. | 2009年7月26日  | ハンブルク           | クレー            | シーモン・アスペリン       | マルセロ・メロ フィリップ・ポラーシェク             | 6–3, 6–3             |
| 準優勝 | 19. | 2009年10月25日 | ストックホルム       | ハード (室内)     | シーモン・アスペリン       | ブルーノ・ソアレス ケビン・ウリエット               | 4–6, 6–7(4)          |
| 準優勝 | 20. | 2010年2月14日  | ロッテルダム         | ハード (室内)     | シーモン・アスペリン       | ダニエル・ネスター ネナド・ジモニッチ               | 4–6, 6–4, [7–10]     |
| 優勝   | 23. | 2010年2月27日  | ドバイ               | ハード            | シーモン・アスペリン       | ルーカス・ドロウヒー リーンダー・パエス             | 6–2, 6–3             |
| 優勝   | 24. | 2011年1月9日   | ブリスベン           | ハード            | ルーカス・ドロウヒー       | ロベルト・リンドステット ホリア・テカウ             | 6–4, 途中棄権        |
| 優勝   | 25. | 2011年1月15日  | シドニー             | ハード            | ルーカス・ドロウヒー       | ボブ・ブライアン マイク・ブライアン                 | 6–7(6), 6–3, [10–5]  |
| 準優勝 | 21. | 2012年2月5日   | モンペリエ           | ハード (室内)     | ジェイミー・マリー         | ニコラ・マユ エドゥアール・ロジェ＝バセラン         | 4–6, 6–7(4)          |
| 優勝   | 26. | 2012年4月14日  | カサブランカ         | クレー            | ダスティン・ブラウン       | ダニエレ・ブラッチャーリ ファビオ・フォニーニ       | 7–5, 6–3             |
| 準優勝 | 22. | 2012年7月28日  | キッツビュール       | クレー            | ダスティン・ブラウン       | フランティシェク・チェルマク ユリアン・ノール       | 6–7(4), 6–3, [10–12] |
| 準優勝 | 23. | 2012年9月30日  | バンコク             | ハード (室内)     | エリック・ブトラック       | 盧彦勲 ダナイ・ウドムチョク                         | 3–6, 4–6             |
| 準優勝 | 24. | 2013年1月6日   | ブリスベン           | ハード            | エリック・ブトラック       | マルセロ・メロ トミー・ロブレド                     | 6–4, 1–6, [5–10]     |
| 準優勝 | 25. | 2014年2月23日  | マルセイユ           | ハード (室内)     | ジョナサン・マレー         | ジュリアン・ベネトー エドゥアール・ロジェ＝バセラン | 6–4, 6–7(6), [11–13] |